# Регера, Франсеск
Франсеск Регера (кат. Francesc Reguera; 24 июля 1976) — андоррский футболист, полузащитник. Провёл 1 матч за национальную сборную Андорры.

## Биография

### Клубная карьера
В 1996 году являлся игроком клуба «Энкам», который выступает в чемпионате Андорры.

### Карьера в сборной
В 1997 году главный тренер национальной сборной Андорры Маноэл Милуир пригласил Франсеска в стан команды карликового государства, которая является одним из аутсайдеров мирового футбола. Тогда ему было 21 год. 22 июня 1997 года дебютировал в составе Андорры во второй игре в истории команды против Эстонии (4:1), Регера вышел на 83 минуте вместо Хорхе Басана. Этот матч стал для Франсеска Регера единственным в составе сборной.